# Albert West
Albert West, pseudoniem van Albertus Petrus Henricus Gerardus Westelaken ('s-Hertogenbosch, 2 september 1949 – Tilburg, 4 juni 2015), was een Nederlands zanger en producer.

## Biografie

### Jeugd
Albert West werd geboren als Albert Westelaken en groeide op in een katholiek gezin van negen kinderen. Na zijn lagere school bezocht hij de St. Angelus mulo in 's-Hertogenbosch.

### Carrière
Als Albert Westelaken werd hij in 1963 op 14-jarige leeftijd zanger van het Brabantse dansorkest The Shuffles. In 1969/1970 scoorde de band zijn grootste hit met Cha-la-la, I need you. Het lied stond negentien weken in de Nederlandse Top 40 en wereldwijd werden er vijf miljoen singles van verkocht. Bitter Tears was zijn tweede hit met The Shuffles. In 1971 werden vijf singles uitgebracht, die allemaal een hit werden.
In 1973 verliet hij die groep om als Albert West een solocarrière te starten. In mei dat jaar werd zijn single Ginny Come Lately (een cover van Brian Hyland) een hit in Nederland, Duitsland en Oostenrijk. In Oostenrijk was het drie maanden lang nummer 1. Hiermee startte hij een solocarrière die vooral gekenmerkt werd door covers van ballads uit de jaren zestig, zoals Tell Laura I love her en Put your head on my shoulder.
In 1975 deed West mee met het Nationaal Songfestival met het nummer Ik heb geen geld voor de trein (later kwam er een Engelse versie met de titel You and me), maar verloor van Teach-In met Dinge-dong - met de Engelse versie Ding-a-dong wonnen zij het Eurovisiesongfestival. In september 1976 had hij een hit met Memory of life, geschreven door Hans Vermeulen. Hierna ging hij een eigen muzikale richting in, maar de volgende jaren had hij met Hans van Hemert als producer weinig succes. In 1981 werd Martin Duiser zijn producer en bracht West de single Don't leave me this summer uit. In 1984 opende zijn manager Jan Vis een eigen studio en scoorde West opnieuw een hit met Hot Havanna nights. Hij had als producer ook een hitje met Stille Willie van de BB Band.
West ging in 1986 samenwerken met verschillende bekende Engelse en Amerikaanse artiesten. Chris Andrews schreef nummers voor hem en na vele jaren scoorde hij met Give a little love weer een grote hit, deze keer samen met Albert Hammond. Met deze artiest bracht hij een succesvol album uit, Hammond & West, waarop van beide artiesten oude en nieuwe nummers stonden. Op het album West & Friends uit 1988 zong West oude nummers met artiesten als Helen Shapiro, Tony Christie en Brian Hyland. Het album werd na een televisiespecial met goud bekroond.
Zijn 25-jarig artiestenjubileum in 1989 vierde hij met een album (25 jaar), waarop oude nummers opnieuw werden opgenomen en waaraan onder andere zangeressen Dana en Claudia Robine meewerkten. Aan het einde van dat jaar presenteerde West voor de NCRV een aantal televisieprogramma's. In 1993 scoorde West voor het eerst sinds 1986 weer een hit met Mockin' Bird Hill, een nummer dat dankzij een reclamefilmpje voor een verzekeringsmaatschappij in de belangstelling kwam. Hij bereikte met dat nummer de 24ste positie, terwijl op datzelfde moment de band Roots Syndicate met hun versie van hetzelfde nummer de eerste plaats behaalde.
Met Bart de Graaff van Veronica vierde hij in 1995 het tienjarig jubileum van Zomertruuk, een door Nederland rondtrekkend muzikaal programma. Op 24 juni van datzelfde jaar zong hij op de Wereldjamboree van Scouting het door Henk Westbroek geschreven nummer The future starts today, dat tijdens de openingsceremonie op 2 augustus door de NOS live werd uitgezonden met een publiek van 30.000 scouts uit de hele wereld. Vanaf september presenteerde hij het televisieprogramma Op Nieuwe Toeren, waarin uitsluitend Nederlandse muziek naar voren werd gebracht. Ter gelegenheid van de veertigste Nationale Boomfeestdag (georganiseerd door UNICEF en Stichting Colombine) in 1996 nam hij de single Het is tijd op. De opbrengst van het nummer ging naar verschillende natuurprojecten in ontwikkelingslanden.
In 1999 kwamen The Shuffles bijeen voor een reünie-concert op het Gildeplein in Rosmalen. Samen met de Band Zonder Banaan nam West in 2003 de single Itsy bitsy teenie weenie yellow polkadot bikini opnieuw op. In hetzelfde jaar werd West benoemd tot Ridder in de Orde van Oranje-Nassau.
In augustus 2005 scoorde West voor het eerst sinds 1993 weer een hit met (Is This the Way to) Amarillo, dankzij een optreden in een reclamespot voor Bavaria. In hetzelfde jaar maakten Nederlandse militairen in Afghanistan een ludiek filmpje op de muziek van het lied en plaatsten het op YouTube. Hierop vertrok West naar dat land om voor de militairen op te treden.
In 2009 vierde de zanger zijn 45-jarig artiestenjubileum met een theatertour en nam hij deel aan het programma De beste zangers van Nederland. Op 27 december 2012 kreeg hij een ruggenmerginfarct. Een bloedpropje tussen zijn vierde en vijfde nekwervel had verlammingsverschijnselen aan voornamelijk de linkerkant van zijn lichaam veroorzaakt.

### Overlijden
Op 4 juni 2015 overleed de in Rosmalen woonachtige Albert West op 65-jarige leeftijd na een week op de intensive care te hebben gelegen als gevolg van een aanrijding in Maren-Kessel met zijn revalidatie-driewieler. Hij was in botsing gekomen met een wielrenster en had daarbij hersenletsel opgelopen. Die middag stond er aanvankelijk een afspraak in de agenda over een nieuwe cd. De uitvaartdienst werd op 12 juni 2015 gehouden in de Sint-Janskathedraal in Den Bosch. Dezelfde dag werd hij begraven op de gemeentelijke begraafplaats van Rosmalen.

## Discografie

### Albums
| Album met eventuele hitnotering(en) in de Nederlandse Album Top 100 | Datum van verschijnen | Datum van binnenkomst | Hoogste positie | Aantal weken | Opmerkingen        |
| ------------------------------------------------------------------- | --------------------- | --------------------- | --------------- | ------------ | ------------------ |
| The best of Sharif Dean & Albert West                               | 1973                  | -                     |                 |              |                    |
| Golden best of Albert West                                          | 1973                  | -                     |                 |              |                    |
| Exitos de oro con (Spanje)                                          | 1973                  | -                     |                 |              |                    |
| More golden best of Albert West                                     | 1974                  | -                     |                 |              |                    |
| First album                                                         | 1974                  | -                     |                 |              |                    |
| Portrait                                                            | 1975                  | -                     |                 |              |                    |
| Albert West special                                                 | 1975                  | -                     |                 |              |                    |
| Story presenteert: Albert West op zijn best                         | 1975                  | 21-6-1975             | 14              | 9            |                    |
| Golden country hits                                                 | 1975                  | -                     |                 |              |                    |
| My dear Rose                                                        | 1976                  | -                     |                 |              |                    |
| Memory of life                                                      | 1976                  | 23-10-1976            | 41              | 3            |                    |
| 20 greatest hits                                                    | 1978                  | -                     |                 |              |                    |
| Hand in hand                                                        | 1979                  | -                     |                 |              |                    |
| A part of me                                                        | 1981                  | -                     |                 |              |                    |
| Hollands glorie                                                     | 1982                  | -                     |                 |              |                    |
| Albert West                                                         | 1986                  | -                     |                 |              |                    |
| Hammond & West                                                      | 1986                  | 20-9-1986             | 9               | 19           | met Albert Hammond |
| West and friends                                                    | 1988                  | 16-7-1988             | 11              | 19           |                    |
| Greatest hits (1970-1977)                                           | 1989                  | -                     |                 |              |                    |
| To know him is to love him                                          | 1989                  | -                     |                 |              |                    |
| 25 jaar                                                             | 1989                  | 4-11-1989             | 64              | 5            |                    |
| The very best of                                                    | 1991                  | -                     |                 |              |                    |
| Endless summernights                                                | 1991                  | -                     |                 |              |                    |
| Cha la la                                                           | 1993                  | -                     |                 |              |                    |
| 1968-1993 - 25 years of hits                                        | 1993                  | 20-3-1993             | 52              | 8            |                    |
| The best of                                                         | 1994                  | -                     |                 |              |                    |
| The future starts today                                             | 1995                  | -                     |                 |              |                    |
| Alleen voor jou                                                     | 1996                  | -                     |                 |              |                    |
| Albert West 35 jaar                                                 | 1999                  | -                     |                 |              |                    |

### Singles
| Single met eventuele hitnotering(en) in de Nederlandse Top 40 | Datum van verschijnen | Datum van binnenkomst | Hoogste positie | Aantal weken | Opmerkingen                |
| ------------------------------------------------------------- | --------------------- | --------------------- | --------------- | ------------ | -------------------------- |
| Sunday                                                        | 1972                  | -                     |                 |              | met The Shuffles           |
| Gonna meet my girl                                            | 1973                  | 6-1-1973              | tip             |              |                            |
| Ginny come lately                                             | 1973                  | 26-5-1973             | 4               | 11           |                            |
| Tell Laura I Love Her                                         | 1973                  | 25-8-1973             | 8               | 8            |                            |
| Mit einem Kuss (Sealed with a kiss)                           | 1973                  | -                     |                 |              |                            |
| Sheila                                                        | 1973                  | -                     |                 |              |                            |
| Put your head on my shoulder                                  | 1973                  | 15-12-1973            | 9               | 10           |                            |
| Just one of life's little tragedies                           | 1974                  | 25-5-1974             | 30              | 3            |                            |
| It keeps right on a hurtin'                                   | 1974                  | 31-8-1974             | 30              | 3            |                            |
| Heimweh nach gestern ist heimweh nach dir                     | 1974                  | -                     |                 |              |                            |
| Simone                                                        | 1974                  | 16-11-1974            | 15              | 6            |                            |
| Malano                                                        | 1974                  | -                     |                 |              |                            |
| You and me                                                    | 1975                  | 15-3-1975             | 10              | 8            |                            |
| I'm gonna knock on your door                                  | 1975                  | -                     |                 |              |                            |
| For the good times                                            | 1975                  | 21-6-1975             | 11              | 6            |                            |
| My dear Rose                                                  | 1975                  | 29-11-1975            | 16              | 5            |                            |
| I love you baby                                               | 1976                  | 10-4-1976             | 15              | 6            |                            |
| Memory of life                                                | 1976                  | 25-9-1976             | 11              | 7            | Alarmschijf                |
| Listen                                                        | 1976                  | 12-2-1977             | 26              | 5            |                            |
| 9.999.999 tears                                               | 1977                  | 27-8-1977             | tip             |              |                            |
| Wheels turn pictures                                          | 1978                  | -                     |                 |              |                            |
| Broken white line                                             | 1978                  | 7-10-1978             | tip             |              |                            |
| I think I'm gonna love you again                              | 1979                  | 31-3-1979             | tip             |              |                            |
| Hand in hand                                                  | 1979                  | 4-8-1979              | tip             |              |                            |
| Girls and cadillacs                                           | 1980                  | 31-5-1980             | 23              | 5            | Alarmschijf                |
| Together we'll rock, together we'll roll                      | 1980                  | 13-9-1980             | tip             |              |                            |
| Don't say you leave this summer                               | 1981                  | 29-8-1981             | 26              | 5            |                            |
| A voice in the wilderness                                     | 1981                  | -                     |                 |              |                            |
| Love is sweeter than wine                                     | 1982                  | -                     |                 |              |                            |
| Magical                                                       | 1982                  | 17-7-1982             | tip             |              |                            |
| Danny boy                                                     | 1982                  | -                     |                 |              |                            |
| Treat me gently in the morning                                | 1983                  | 9-7-1983              | tip             |              |                            |
| Love hangs by a thread                                        | 1983                  | -                     |                 |              |                            |
| Hot Havanna nights                                            | 1984                  | 10-11-1984            | 38              | 3            |                            |
| Dance on little girl                                          | 1985                  | 2-3-1985              | tip             |              |                            |
| Munich night                                                  | 1985                  | 21-9-1985             | 33              | 4            |                            |
| Tears                                                         | 1985                  | 11-1-1986             | tip             |              |                            |
| Give a little love                                            | 1986                  | 6-9-1986              | 6               | 10           | met Albert Hammond         |
| Air disaster                                                  | 1986                  | -                     |                 |              | met Albert Hammond         |
| Secrets of the night                                          | 1987                  | -                     |                 |              | met Albert Hammond         |
| The air that I breathe                                        | 1987                  | -                     |                 |              | met Albert Hammond         |
| We belong together                                            | 1987                  | -                     |                 |              |                            |
| Itsy bitsy teenie weenie yellow polka dot bikini              | 1988                  | 23-7-1988             | tip             |              | met Brian Hyland           |
| The way to Amarillo                                           | 1988                  | -                     |                 |              | met Tony Christie          |
| There me be                                                   | 1989                  | -                     |                 |              |                            |
| Endless summernights                                          | 1991                  | 28-9-1991             | tip             |              |                            |
| Slow river                                                    | 1991                  | -                     |                 |              |                            |
| Dancing in the moonlight                                      | 1992                  | -                     |                 |              |                            |
| Cha la la I need you                                          | 1992                  | 24-10-1992            | tip             |              |                            |
| Mockin' bird hill                                             | 1993                  | 6-2-1993              | 24              | 5            | #17 in de Mega Top 50      |
| The future starts today                                       | 1995                  | 24-6-1995             | -               |              | met The Dutch Scouts Choir |
| In de zon                                                     | 1996                  | -                     |                 |              |                            |
| Voor jou                                                      | 1996                  | -                     |                 |              |                            |
| Het is tijd                                                   | 1996                  | -                     |                 |              |                            |
| Ik ga met je mee                                              | 1997                  | -                     |                 |              |                            |
| Ay no digas / I call your name                                | 1998                  | -                     |                 |              |                            |
| Se va                                                         | 1999                  | -                     |                 |              | met Josine                 |
| Itsy bitsy teenie weenie yellow polka dot bikini              | 5-2003                | -                     |                 |              | met Band Zonder Banaan     |
| Amarillo                                                      | 2-7-2005              | 13-8-2005             | 13              | 6            |                            |

- Bibliothèque nationale de France: cb14238647x (data)
- Gemeinsame Normdatei: 134554973
- International Standard Name Identifier: 0000 0000 5547 5119
- Library of Congress Control Number: no98036398
- MusicBrainz: c6c103ba-5cc1-4697-88e7-762991b42acb
- Nederlandse Thesaurus van Auteursnamen: 071998950
- Virtual International Authority File: 41454267
- WorldCat: E39PBJB8r896dVt9rWHBHv6BT3